# Tessaradoma boreale
Tessaradoma boreale is een mosdiertjessoort uit de familie van de Tessaradomidae. De wetenschappelijke naam van de soort is, als Onchopora borealis, voor het eerst geldig gepubliceerd in 1860 door George Busk.